# Víctor Manuel López
Víctor Manuel  López (* 9. April 1971 in Libertad) ist ein ehemaliger uruguayischer Fußballspieler.

## Karriere

### Verein
Der 1,74 Meter große Mittelfeld- und Offensivakteur López stand zu Beginn seiner Karriere von 1990 bis Mitte 1993 in Reihen des Club Atlético Peñarol. Von Mitte 1993 bis Mitte 1998 war er Spieler von Ferro Carril Oeste. Für die Argentinier bestritt er in diesem Zeitraum 112 Erstligapartien und schoss 19 Tore. Anschließend wechselte er nach Spanien zum FC Extremadura, schloss sich jedoch bereits nach wenigen Wochen im August 1998 CA Independiente an. Beim Klub aus Avellaneda blieb er bis Mitte 2000. Insgesamt stehen in diesem Karriereabschnitt 41 Erstligaeinsätze und zehn erzielte Treffer für ihn zu Buche. Anschließend folgte eine bis Ende Juni 2001 währende Karrierestation bei CA Los Andes. 35-mal lief er dort in der höchsten argentinischen Spielklasse auf und traf fünfmal ins gegnerische Tor. Danach kehrte er für ein weiteres Jahr zu CA Independiente zurück und kam in weiteren zehn Erstligabegegnungen (kein Tor) zum Einsatz. Die zweite Jahreshälfte 2002 verbrachte er in Reihen des uruguayischen Erstligisten Defensor Sporting. Die Statistik weist dort 20 Erstligaeinsätze (kein Tor) für ihn aus. In einem das Jahr 2003 ausfüllenden Engagement beim russischen Klub Uralan Elista stehen für ihn 25 absolvierte Erstligabegegnungen und zwei persönliche Torerfolge zu Buche. Seine letzte Karrierestation wählte er von 2004 bis Mitte 2006 bei Centro Atlético Fénix in Montevideo. Dort wurde er mindestens 17-mal (ein Tor) in der Primera División eingesetzt.

### Nationalmannschaft
López debütierte am 5. Mai 1991 bei der 0:1-Niederlage im Freundschaftsspiel gegen die USA unter Trainer Pedro Ramón Cubilla mit einem Startelfeinsatz in der uruguayischen A-Nationalmannschaft. Zwei Tage später erzielte er beim 2:0-Sieg im Camel Cup gegen Mexiko sein erstes und einziges Tor im Trikot der „Celeste“. Insgesamt bestritt er in jenem Jahr sieben Länderspiele und gehörte dem Aufgebot bei der Copa América 1991 an. Sein achter und letzter Nationalelfeinsatz datiert vom 16. November 1997, als der dieses Mal von Roque Máspoli nominierte López mit Uruguay in der WM-Qualifikation 5:3 gegen Ecuador gewann.